# Blakea scarlatina
Blakea scarlatina är en tvåhjärtbladig växtart som beskrevs av Frank Almeda. Blakea scarlatina ingår i släktet Blakea och familjen Melastomataceae. Inga underarter finns listade i Catalogue of Life.